# Carduel
Carduel (parfois orthographié Cardeuil ou Cardoeil en vieux français) est, dans la légende arthurienne, une ville du royaume « Gales », l'une des trois résidences principales du roi Arthur, avec Camelot et Carleon.
Le site de Carduel pourrait être identifié à la ville de Carlisle dans le nord de l'Angleterre, ou à la capitale des Silures, au Pays de Galles (aujourd'hui comté de Monmouth).
Chrétien de Troyes, dans Yvain ou le Chevalier au lion, la situe au Pays de Galles. C'est là que se tient le repas de la Pentecôte au cours duquel Calogrenant raconte son aventure, et là également que se rend le jeune Perceval pour devenir chevalier. Dans le poème Méraugis de Portlesguez, le jugement pour départager Méraugis et Gauvain, tous deux amoureux de Lidoine, s'y tient également.